# Jezioro Bobięcińskie Małe
Der Jezioro Bobięcińskie Małe (deutsch Kleiner Papenzin-See, kaschubisch Jezoro Bòbiecyńsczé Môłé) ist ein kleiner See in Hinterpommern an der Westgrenze der polnischen Woiwodschaft Pommern.
Der Jezioro Bobięcińskie Małe liegt  südwestlich des namensgebenden Dorfes Bobięcino (Papenzin) an einer Nebenstraße, die Żydowo (Sydow, 9 km) an der Woiwodschaftsstraße 205 mit Miastko (Rummelsburg, 10 km) an den Landesstraßen 20 und 21 verbindet. Die nächste Bahnstation ist Miastko an der Bahnstrecke Piła–Ustka (Schneidemühl–Stolpmünde).
Vor 1945 gehörte der 28,8 Hektar große See zum Landkreis Rummelsburg im Regierungsbezirk Köslin der preußischen Provinz Pommern. Zuletzt übte das Fischereirecht an diesem See und an dem „großen Bruder“ im Südwesten, dem Jezioro Bobięcińskie Wielkie (Großer Papenzin-See), der Bauer Erich Manzke aus Seehof (heute polnisch: Olszynka) aus.
Der Jezioro Bobięcińskie Małe ist durch einen Kanal mit dem Jezioro Bobięcińskie Wielkie verbunden.